# Madivala-Majara Guttahalli, Bangarapet
Madivala-Majara Guttahalli là một làng thuộc tehsil Bangarapet, huyện Kolar, bang Karnataka, Ấn Độ.